# Piero Aloisi
Piero Aloisi (Livorno, 1881 – Firenze, 1938) è stato un mineralogista italiano.
Insegnante universitario a Firenze (1924-1938) e socio corrispondente dei Lincei (1929) esplorò l'isola d'Elba e la Calabria, tracciandone gli aspetti fondamentali dal punto di vista mineralogico.

## Biografia
Piero Aloisi, nacque a Livorno nel 1881 da una famiglia di tradizioni nobiliari. Si laureò in Scienze naturali a Pisa nel 1902, ove divenne subito dopo assistente di mineralogia, materia in cui nel 1910 ottenne la libera docenza. Dedicatosi in particolare alla petrografia, studiò a lungo minerali e rocce dell'isola d'Elba ma anche dell'Eritrea, della Somalia, della Migiurtinia, dell'Himalaia e del Caracorum, pubblicando su questi temi numerosi saggi ed articoli. Altro campo di studi privilegiato dallo scienziato, fu quello dell'ottica cristallografica, sia per la questione dei metodi di indagine per il riconoscimento delle rocce che nel campo dello studio delle gemme.  studiò l'opera di alcuni pionieri nel campo della mineralogia, tra i quali Domenico Guglielmini e Vannoccio Biringuccio. Dal 1924 insegnò all'università di Firenze, ove dal 1933 fu preside della facoltà di Scienze fino alla morte, avvenuta nel 1938. Nel 1929 fu nominato corrispondente della Accademia dei Lincei e ottenne nel 1934 il premio reale.

## Archivio
L'archivio di Piero Aloisi è conservato presso il Museo di storia naturale - sezione Mineralogia e litologia dell'Università degli studi di Firenze.

## Opere
- Il Monte Capanne. Ricerche litologiche (1919)
- I minerali delle rocce e la loro determinazione a mezzo del microscopio (1929)
- Le gemme (1932)